# Münchner Straße 28

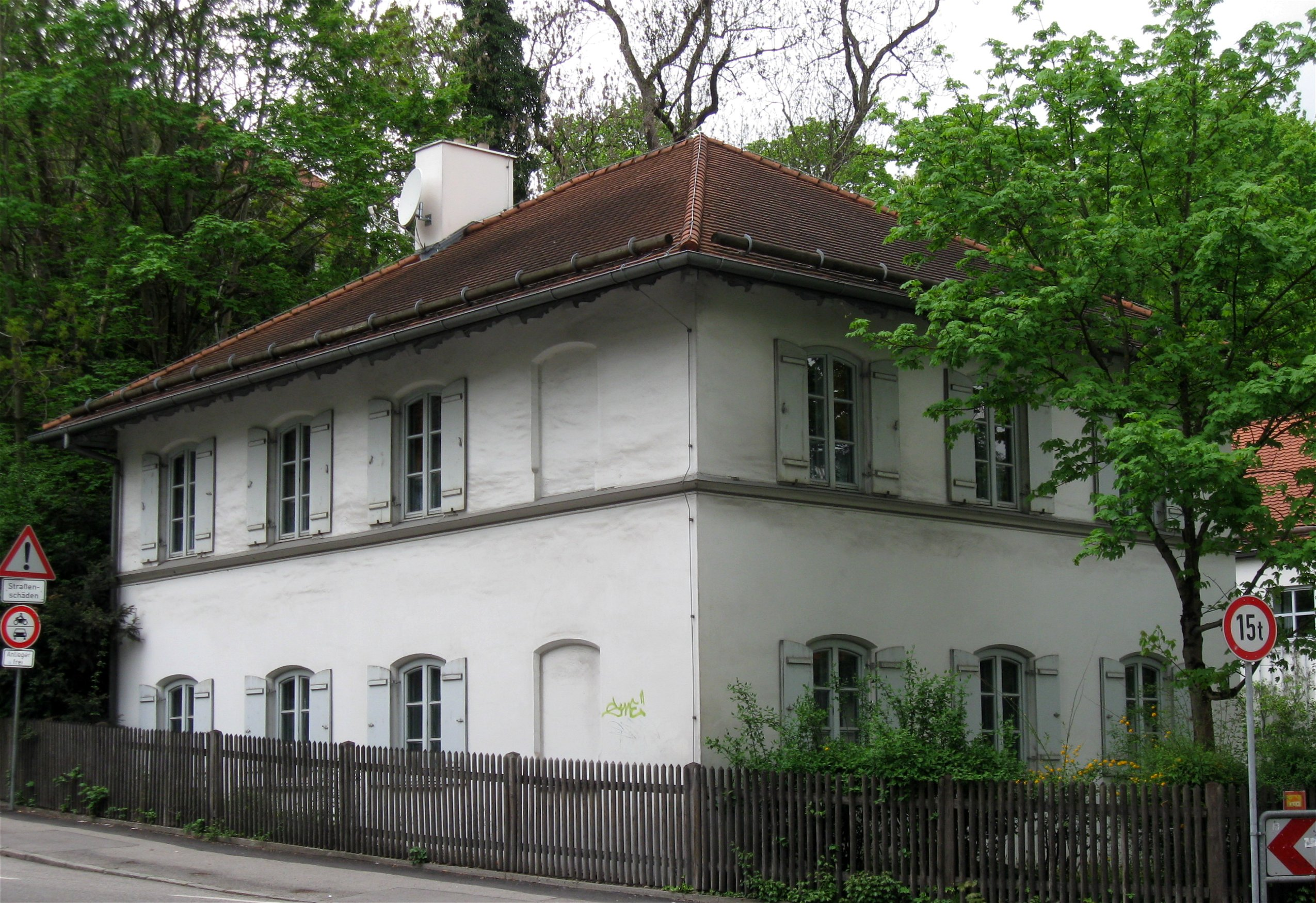
Münchner Straße 28, Ansicht von der Fraunbergstraße

Das Haus Münchner Straße 28 ist ein 1847 als Schulhaus errichtetes, heutiges Wohngebäude in München. Das Gebäude ist als Baudenkmal in die Bayerische Denkmalliste eingetragen.

## Lage
Das Gebäude liegt im Münchner Stadtteil Thalkirchen am Fuß der Hangkante des Isarhochufers an der Einmündung der Münchner Straße in die Fraunbergstraße etwa 150 Meter westlich der Kirche St. Maria Thalkirchen. Da die Fraunbergstraße an dieser Stelle nach Süden abbiegt und in den auf das Isarhochufer hinaufführenden Schmiedberg übergeht, liegt das Haus mitten in der Sichtachse der Fraunbergstraße und bildet so ihren optischen Abschluss nach Westen. Hinter dem Haus führt die für den Durchgangsverkehr gesperrte Hoeckhstraße nach Norden auf das Isarhochufer hinauf zur Plinganser- und zur Boschetsrieder Straße.

## Geschichte der Schulen in Thalkirchen
Ein erster Schulraum im Dorf Thalkirchen befand sich seit 1686 in einem kleinen Anbau an die Kirche St. Maria, der aus einem einzigen Schulraum bestand, „daneben ein kastenähnliches Gelass mit einer Bettstatt als Schlafgemach für den Lehrer“. Der Lehrer musste neben der Vermittlung von „Lesen, Schreiben, Rechnen, ein bisschen Gesang und vor allem Religion“ auch weitere Aufgaben rund um die Kirche übernehmen. Diese Schule war zunächst die einzige Bildungseinrichtung für alle Kinder aus Thalkirchen, aber auch aus Solln, Forstenried und Pullach. Eine Entlohnung für den Lehrer war nicht vorgesehen, er lebte von Almosen, die zum Teil in Naturalien gegeben wurden, deshalb war der Schulbetrieb auch immer wieder für Jahre unterbrochen, als sich kein Lehrer fand. Seit 1792 ist ein Schulgeld nachgewiesen, das aber viele Eltern nicht zahlen konnten, weshalb auch die seit 1803 bestehende Schulpflicht nicht vollständig eingehalten wurde. Die Zahl der Kinder stieg mit dem Bevölkerungswachstum von etwa 30 bis rund 70 im Jahr 1819. Mit der formalen Bildung der Gemeinde Thalkirchen nach dem Gemeindeedikt von 1818 bekam der Lehrer 1819 eine offizielle Anstellung und ein Gehalt.
Schon 1813 wurden die Bedingungen der Schule in einem Schreiben des Landgerichts München an das Generalkommissariat für den Isarkreis als „erbarmungswürdig“ erklärt. Aber erst 1847 konnte die Gemeinde Thalkirchen ein eigenes Schulhaus an der Münchner Straße unterhalb der Hangkante errichten. Der Anbau der Kirche wurde als Leichenhaus weiter genutzt.
Die neuen Räume waren besser, die Schulleistungen blieben aber unbefriedigend. Ein Visitationsbericht von 1875 zeigte Mängel in allen Fächern auf. Die Thalkirchner Schüler waren schwach im Rechnen, Schreiben und Lesen, das geographische Wissen und Kartenlesen ungenügend. Dem Lehrer Victor Gulielmo wurde empfohlen, seine eigenen Kenntnisse zu verbessern und einen höheren Unterrichtsfleiß an den Tag zu legen. In der Folge wurde 1876 die Schulgeldfreiheit eingeführt, um auch den Kindern ärmerer Eltern den regelmäßigen Schulbesuch zu ermöglichen. Eine Renovierung des Schulgebäudes ist für 1889 nachgewiesen.
Die Zahl der Kinder stieg mit dem Ausbau von Thalkirchen massiv. Deshalb mussten die älteren nach Sendling gehen, aber auch das reichte Ende des 19. Jahrhunderts nicht mehr. Wegen der steigenden Kinderzahl wurden 1891 ein neuer Schulbau in der Münchner Straße 34 an dem südlich der Fraunbergstraße gelegenen Teil der Münchner Straße (der jetzigen Miesingstraße) errichtet und eine zweite Lehrerstelle eingerichtet. Für 1898 wurden in Thalkirchen 313 Schulkinder und 3 Lehrkräfte registriert, als drittes Klassenzimmer war ein Raum am Fraunbergplatz angemietet worden. Auch die Ausstattung war schlecht, Schulbücher konnten sich viele Familien nicht leisten. Die Gemeinde stellte ab diesem Jahr jährlich 50 Mark zur Verfügung, um einen Grundstock an Schulbüchern vorzuhalten. Noch 1898 kam eine vierte Klasse hinzu.
In Vorbereitung der Eingemeindung Thalkirchens nach München zum 1. Januar 1900 hatte die Gemeinde als Bedingung den Erhalt ihrer Schule aufgestellt. Deshalb wurden im Laufe des Jahres 1899 eine fünfte, sechste und siebte Lehrerstelle genehmigt. Dafür wurden 1900 und 1902 gegenüber dem neuen Schulhaus jeweils eine Baracke mit weiteren Klassenzimmern erbaut, die bis 1906 in Betrieb waren. 1904 wurde der Schulbetrieb zunächst für die älteren Kinder, ab 1906 für alle in die nach der Eingemeindung neu erbaute Volksschule Boschetsrieder Straße oberhalb der Hangkante verlegt. Die angrenzenden Gemeinden und Stadtteile bekamen etwa um die Jahrhundert-Wende eigene Schulen. Von 1933 bis zur Zerstörung im Zweiten Weltkrieg 1944 wurde das Schulhaus von 1891 erneut für diesen Zweck genutzt. Die Volksschule Boschetsrieder Straße ist heute die einzige Grundschule auf Thalkirchner Gebiet (Stand 2020).
Das ursprüngliche Schulhaus von 1847 wurde bis 1903 als Pfarrhaus für die Pfarrei St. Maria Thalkirchen umgebaut. Dabei wurden der durchgehende Klassenraum im Obergeschoss in einzelne Räume unterteilt und die Treppe an die jetzige Stelle versetzt. Außerdem wurde ein kleiner Anbau mit einem Abort erstellt. Nach dem Bau des neuen Pfarrhauses am Fraunbergplatz direkt neben der Kirche wurde das alte Schul- und spätere Pfarrhaus 1927 zur Pflegestation der Barmherzige Schwestern vom hl. Vinzenz von Paul und Mesnerwohnung. Die letzte Instandsetzung fand 1990 statt.

## Gebäude von 1847

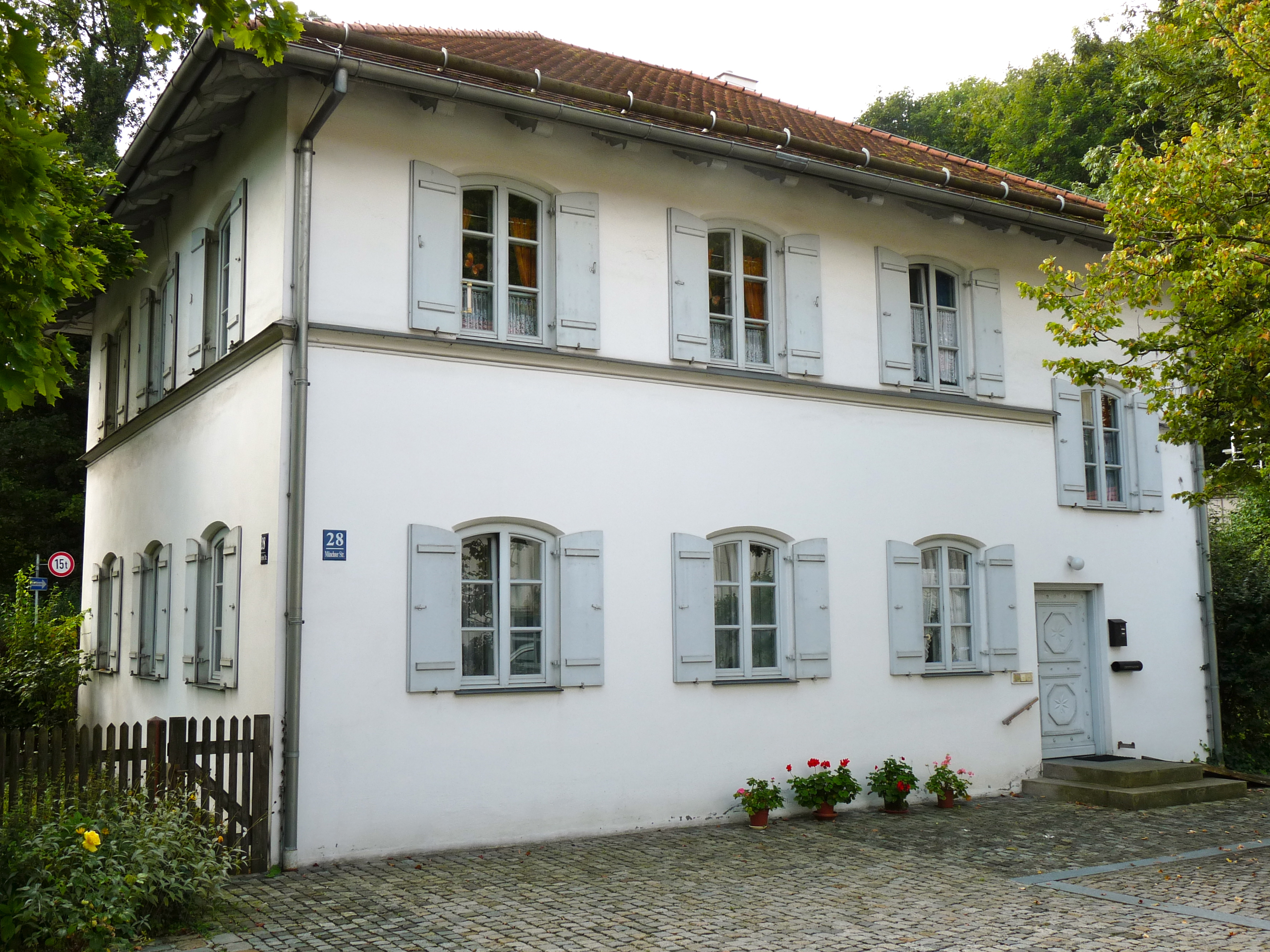
Münchner Straße 28, Eingangsseite

Das Gebäude von 1847 ist zweigeschossig, hat eine Grundfläche von etwa 9 × 12 Metern und trägt ein Walmdach, das ihm ein biedermeierliches Erscheinungsbild verleiht. Der Eingang, zu dem zwei Stufen hinaufführen, liegt auf der Nordseite zurückgesetzt von der Straße an einem etwa 12 × 12 Meter großen gepflasterten Hof, der sich bis zum Nachbarhaus Münchner Straße 26 erstreckt, dessen Eingang ebenfalls an dem Hof liegt. Die regelmäßigen Fenster weisen flache Rundbogen auf und werden mit glatten Fensterläden verschlossen.
Das ehemalige Thalkirchner Schulhaus gehörte zu dem ehemals unter Ensembleschutz stehenden Ensemble Thalkirchen und begrenzte es nach Westen.